# Santa Clara Valley Transportation Authority

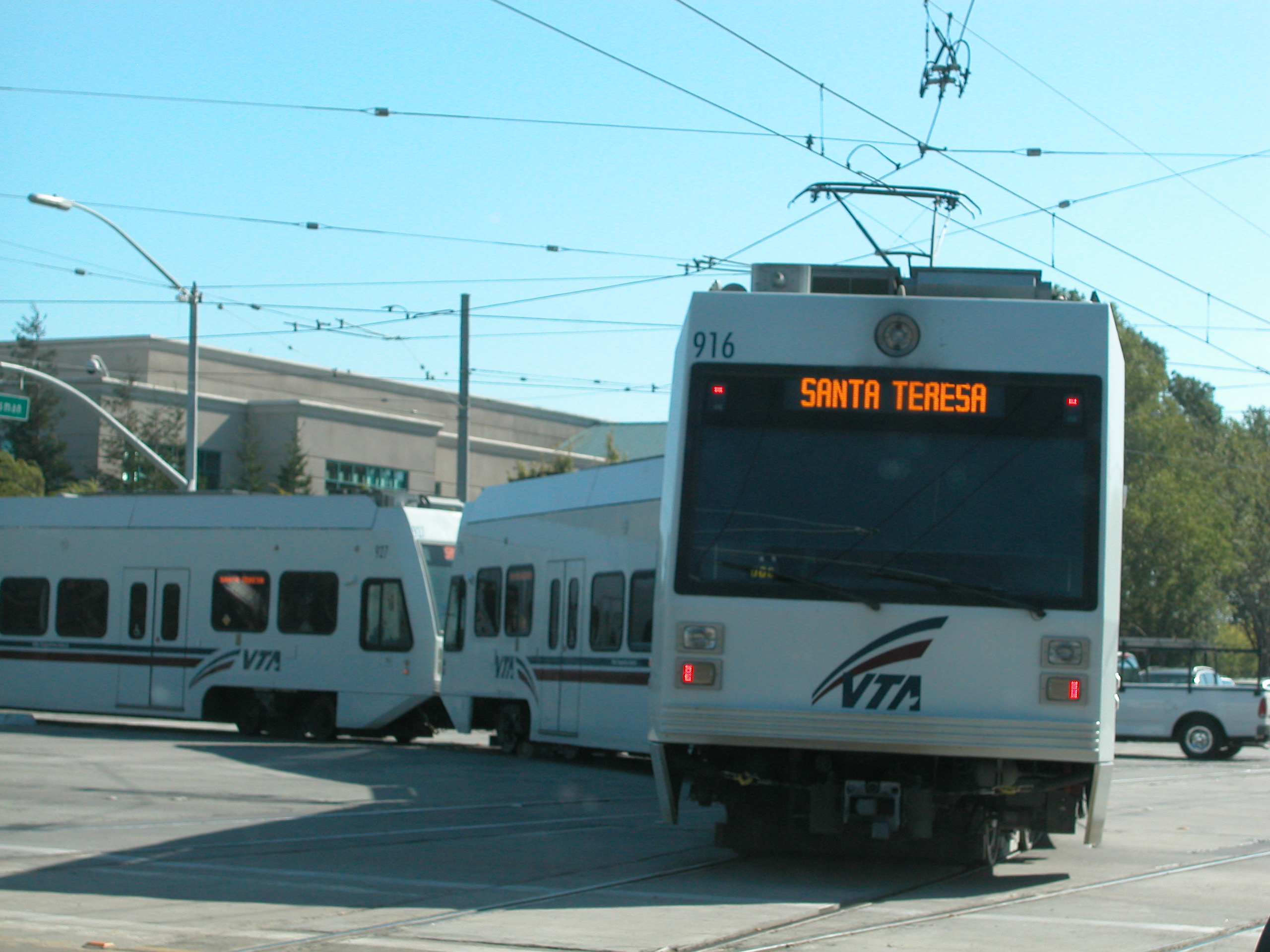
Tramway ou métro léger de la VTA

La Valley Transportation Authority (VTA) est responsable du transport public dans le comté de Santa Clara (Californie, États-Unis).

## Histoire
La VTA est fondée à partir de plusieurs entreprises de transports privés qui appartiennent au comté de Santa Clara : Peninsula Transit, San Jose City Lines, et Peerless Stages. Elles forment la VTA le 6 juin 1972.

## Gouvernance
La Santa Clara VTA est administrée par 12 membres :
- 2 membres de l'assemblée des superviseurs du comté de Santa Clara
- 5 membres du conseil municipal de San Jose
- 5 membres du conseil des autres villes du comté.

Le directeur de la VTA est actuellement Michael Burns, qui auparavant était le directeur général du Muni à San Francisco.

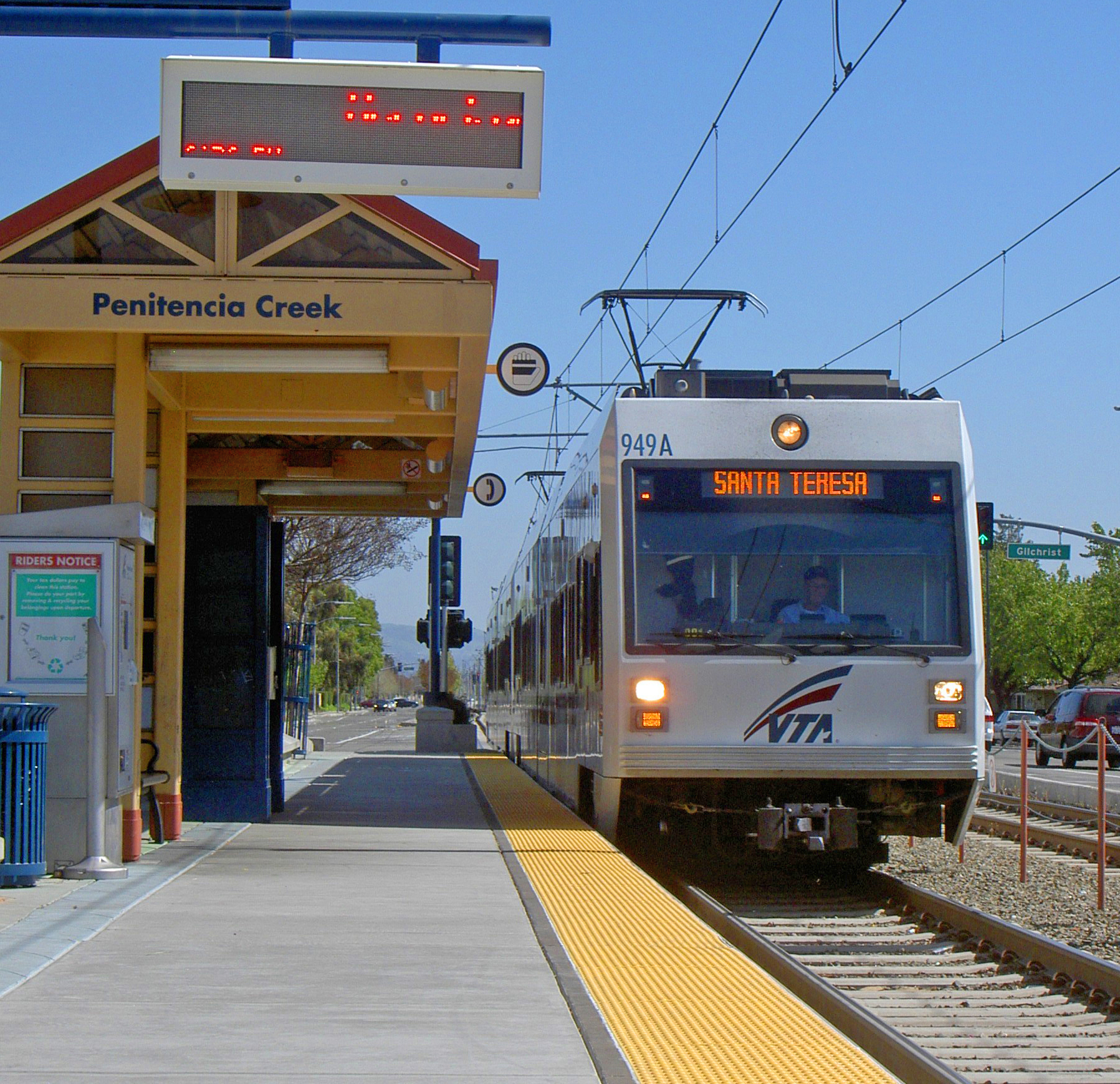
Tramway ou Lightrail de la VTA

## Services
La VTA possède 3 lignes de tramways (lightrail), et un service de bus. La VTA est membre de l'"Agency of the Peninsula Corridor Joint Powers Board" qui manage également le système de Caltrain

## Trams de collection
De façon saisonnière, la VTA dispose d'un service de tramways (Trolley) de collection. Il opère du Civic Center à la gare de Diridon(San Jose).

## Communes desservies
Les lignes de bus et de trains desservent les villes de  San Jose (Gare de Diridon), Milpitas, Saratoga, Santa Clara, Cupertino, Mountain View, Palo Alto, Alviso, Morgan Hill, San Martin, Gilroy, Campbell, Los Gatos, Los Altos, et Sunnyvale. Un service express dessert également Fremont, Union City, Scotts Valley, Santa Cruz et Soquel. À cela s'ajoute un service lors des matchs de l'équipe des 49ers de San Francisco.

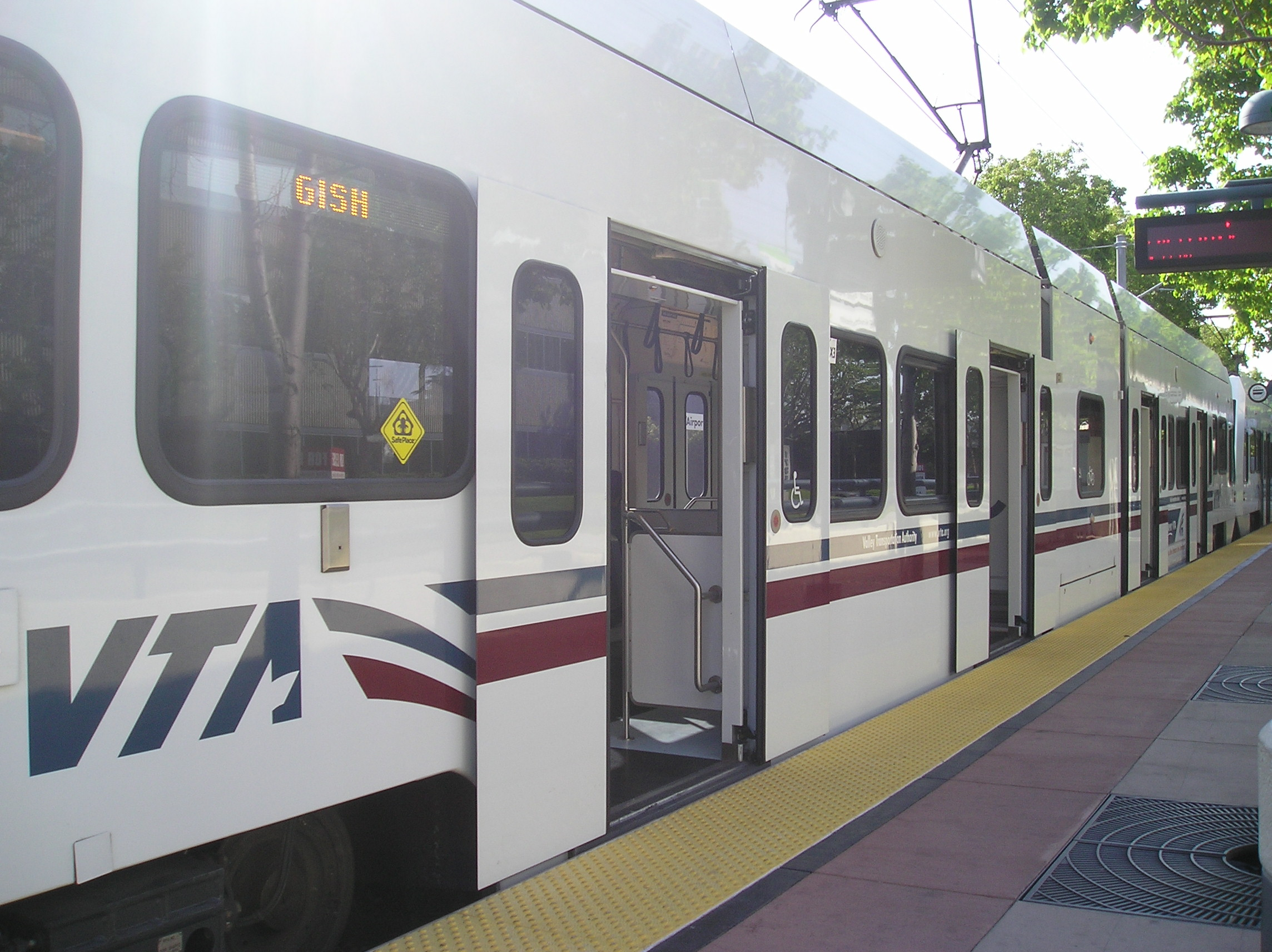
Tramway ou Lightrail de la VTA

## Les lignes de bus
En avril 2006, la VTA est composée de 82 lignes de bus. Beaucoup d'entre elles sont en correspondance avec les gares du tramway. VTA a également développé un service express de bus, ce qui inclut un service vers la gare BART de Fremont.
La ligne 22 est la plus longue et la plus fréquentée. Elle relie l'Eastridge Transit Center (Est de San José) jusqu'à la gare Caltrain de Palo Alto. C'est la seule ligne qui fonctionne 24/24h, 7/7. L'une des conséquences désastreuses d'un tel fonctionnement, est la forte fréquentation de cette ligne par les clochards, surtout la nuit. Les bus de la ligne 22 sont articulés.

## Transport handicapé
Un service "Paratransit" permet de transporter les personnes handicapés depuis les années 1990. Ce service est effectué par une association à but non lucratif sous le giron de la VTA. Les véhicules utilisés sont des Ford E-series, Chevrolet Uplander, et Toyota Prius.
Paratransit

## Les lignes de tramway
- Ligne Bleu (Santa Teresa - Baypointe)
- Ligne Orange (Mountain View - Alum Rock)
- Ligne Verte (Winchester - Old Ironsides)

## Tarifs
|                       | Aller simple | Journée | Pass 8 heures | Ticket de bus |
| --------------------- | ------------ | ------- | ------------- | ------------- |
| Adulte                | 2$           | 6$      | 4$            | 1.25$         |
| Adult express         | 4$           | 12$     | -             | -             |
| Jeunes 5-17 ans       | 1.75$        | 5$      | 3.50$         | 0.75$         |
| Seniors et handicapés | 1$           | 2.50$   | 2$            | 0.50$         |

## Connexions principales en tramway
- Caltrain - connexions à Downtown Mountain View, Tamien, et la gare de Diridon à San José.
- Amtrak - Connexion à la gare de Diridon de San José et la gare de Lick Mill.
- Altamont Commuter Express - connexion à la gare de Diridon de San José et la gare de Lick Mill.
- BART (possibilité) - possibilité d'inclure une connexion du BART à Montague, Santa Clara Street et à la gare de Diridon à San José, grâce au projet d'extension du BART à Milpitas, San Jose, et Santa Clara. Il remplacerait l'actuel bus qui va à la station du BART à Fremont.

## Développement autoroutier
En plus d'apporter un service de transport auprès des résidents du comté de Santa Clara, VTA est responsable du développement des autoroutes financées par le comté (impôts), en partenariat avec Caltrans. À travers ce rôle, VTA est responsable de plusieurs projets déjà existant, dont  la portion d'autoroute US 101 entre San José, Californie et Morgan Hill, et la portion de l'Interstate 880 qui traverse le comté de Santa Clara.

## Futur
En 2000, la population a approuvé la mesure A, qui va permettre de financer deux nouvelles lignes parmi 5 choix :
- Sunnyvale/Cupertino
- Santa Teresa/Coyote Valley
- Downtown/East Valley Connection à Guadalupe Line along Santa Clara St./Alum Rock Ave.
- Stevens Creek Boulevard
- North County/Palo Alto
- Winchester/Vasona Junction

VTA est en train de planifier une extension qui ira au Sud de Alum Rock jusqu'à Eastridge.